# Oliver Kurtz
Oliver Kurtz, född den 23 oktober 1971, är en tysk landhockeyspelare.
Han tog OS-guld i herrarnas landhockeyturnering i samband med de olympiska landhockeytävlingarna 1992 i Barcelona.